# Myrmecium trifasciatum
Myrmecium trifasciatum är en spindelart som beskrevs av Lodovico di Caporiacco 1947. Myrmecium trifasciatum ingår i släktet Myrmecium och familjen flinkspindlar.
Artens utbredningsområde är Guyana. Inga underarter finns listade i Catalogue of Life.